# Mycena lucentipes
O Mycena lucentipes é uma espécie de cogumelo bioluminescente, descrita e divulgada no ano de 2007. Sua ocorrência ainda é pouco conhecida pela falta de estudos de distribuição geográfica, mas é comumente encontrada no bioma Mata Atlântica.